# Metagenes (Architekt)
Metagenes mit dem Beinamen (altgriechisch Μεταγένης ο Ξυπέτιος) war ein antiker griechisch-attischer Architekt in der zweiten Hälfte des 5. Jahrhunderts v. Chr.
Metagenes stammte aus dem Demos Xypete. Plutarch berichtet in seiner Perikles-Biografie, dass dieser Metagenes mit der Fortführung der Arbeiten am Demeter-Heiligtum von Eleusis beauftragt hatte. Er setzte damit den Plan des Iktinos, der zuvor von dem Architekten Koroibos ausgeführt wurde, fort. Metagenes setzte die Bauarbeiten am Telesterion fort. Er ließ das Diazoma errichten und die oberen Säulen aufstellen. Die Arbeiten beendete Xenokles.